# Andrzej Kuliński
Andrzej Kuliński (ur. 27 listopada 1861 w Janowie Lubelskim, zm. 10 marca 1915 tamże) – działacz społeczny i niepodległościowy, agitator antysowiecki, więzień polityczny.

## Życiorys
Był synem Andrzeja Kulińskiego i Ludwiki z Twardoserów. Przez całe życie związany z Janowem Lubelskim. W 1903 roku był jednym z inicjatorów utworzenia i udziałowcem Janowskiego Browaru Udziałowego, a w 1905 roku jednym z pomysłodawców i założycieli Straży Ogniowej w Janowie Lubelskim. Brał udział w tworzeniu stowarzyszeń społecznych, kółek rolniczych oraz kas pożyczkowo-oszczędnościowych.
Wraz z Wacławem Malanowskim podejmował działania niepodległościowe w powiecie janowskim, będąc jednym z prezesów koła powstałego z inicjatywy Ligi Narodowej. Jego aktywność polegała m.in. na kolportowaniu bibuły, organizowaniu tajnego nauczania, urządzaniu pochodów oraz wspieraniu kościoła. 4 listopada 1905 roku był głównym organizatorem i agitatorem strajku w janowskich szkołach, którego celem było wymuszenie na rosyjskim zaborcy wprowadzenia do szkół języka polskiego. Przeprowadzony strajk oraz towarzyszące mu strajki w szkołach w Modliborzycach i Branwi przyniosły efekty w postaci nieformalnego realizowania części zajęć w języku polskim. W związku ze strajkiem w janowskich szkołach został zatrzymany i skazany na wyjazd z Janowa Lubelskiego na cały okres trwania stanu wojennego w Królestwie Polskim.
W 1906 roku na terenie powiatu janowskiego odbyły się wybory do pierwszej Dumy Państwowej, w których z powodzeniem kandydował reprezentując ruch narodowej demokracji. Był reprezentantem kurii miejskiej powiatu janowskiego w Guberni Lubelskiej.
We wrześniu 1914 roku po wkroczeniu wojsk rosyjskich został pojmany i przepędzony pieszo do Lublina, gdzie za swoją niepodległościową działalność został osadzony w więzieniu. Wkrótce po wyjściu z więzienia zmarł. Po jego śmierci w miejscu jego pochówku odbywały się patriotyczne manifestacje.
Był dwukrotnie żonaty. Z pierwszą żoną Marianną z Siwych miał sześcioro dzieci. Po śmierci pierwszej żony w 1893 roku, wziął ponownie ślub z Walerią z Olszówków z którą miał ośmioro dzieci. Syn Andrzeja i Walerii, Franciszek w 1938 roku został odznaczony Krzyżem Niepodległości za wybitną nieposzlakowaną pracę oraz jako syn byłego niepodległościowca z czasów przedwojennych.